# 도로시컴퍼니의 음반
이 문서는 도로시컴퍼니의 발매한 음반 목록이다.

## 2000년대
- 2009년 10월 21일 신승훈 - 아이리스 OST Part.2[1]
- 2009년 11월 12일 신승훈 - Love O`Clock

## 2010년대
- 2010년 10월 6일 신승훈 - 도망자 Plan.B OST Part.1
- 2010년 11월 1일 신승훈 - 20th Anniversaey
- 2011년 11월 1일 신승훈 - 천일의 약속 OST Part.2
- 2012년 2월 11일 - 신승훈 - [Digital Single] Magie
- 2013년 7월 9일 - 신승훈 - 너의 목소리가 들려 OST Part.4
- 2013년 10월 23일 - 신승훈 - Great Wave
- 2017년 11월 9일 로시 - [Digital Single] Stars
- 2017년 11월 27일 - 신승훈 - Limited Edition Vol.1
- 2018년 1월 2일 로시 - 저글러스 OST Part.5[2]
- 2018년 6월 1일 로시 - [Digital Single] 술래
- 2018년 6월 27일 로시 - 김비서가 왜 그럴까 OST Part.4[3]
- 2018년 7월 8일 로시 - 리플리 Vol.2
- 2018년 8월 30일 로시 - Share Of Rotry
- 2018년 9월 9일 신승훈 - 미스터 션사인 OST Part.12
- 2018년 10월 1일 로시 - 뷰티 인사이드 OST Part.1
- 2019년 2월 10일 로시 - 로맨스는 별책부록 OST Part.2

## 2020년대
- 2020년 2월 29일 로시 - 또한번 엔딩 Part.2
- 2020년 3월 14일 로시 - 트래블러 - 아르헨티나 OST Part.4
- 2020년 3월 16일 신승훈 - [Digital Single] 이 또한 지나가리라
- 2020년 4월 8일 신승훈 - My Personas
- 2020년 7월 4일 로시 - 편의점 샛별이 OST Part.4
- 2020년 8월 13일 로시 - [Digital Single] Ocean View
- 2021년 10월 14일 로시 - [Digital Single] Cold Love
- 2021년 11월 21일 로시 - 지리산 OST Part.7
- 2021년 12월 20일 로시 - [Digital Single] 미리 좀 말해주지 그랬어 (ENFP) (아는 여자애 X 로시 (Rothy))
- 2022년 2월 24일 로시 - [Digital Single] 겨울...그 다음 봄
- 2022년 3월 31일 로시 - [Digital Single] 이 별
- 2022년 4월 7일 로시 - [Digital Single] 싱포레스트 Part.2[4]
- 2022년 4월 14일 로시 - [Digital Single] 싱포레스트 Part.3[5]
- 2022년 7월 5일 로시 - [Digital Single] Changed Number
- 2022년 7월 19일 로시 - 링크: 먹고 사랑하라, 죽이게 OST Part.7
- 2022년 8월 27일 로시 - 싱포레스트2 (여름)[6]
- 2023년 4월 15일 로시 - 닥터 차정숙 OST Part.1
- 2023년 5월 31일 로시 - [Digital Single] Diamond
- 2023년 8월 2일 로시 - [Digital Single] Rain Drive
- 2023년 8월 16일 로시 - 남남 OST Part.6
- 2023년 10월 12일 로시 - [Digital Single] Something Casual
- 2023년 11월 5일 로시 - [Digital Single] 너의 계절이 돌아올거야
- 2023년 12월 24일 신승훈 - 웰컴투 삼달리 OST Part.4
- 2024년 3월 12일 로시 - [Digital Single] BJJMUSIC ORIGINAL
- 2024년 6월 23일 로시 - [Digital Single] Happy End